# Liste de proverbes et expressions sur l'ours
Un certain nombre d'expressions et d'idiotismes animaliers font directement référence à l'ours, ainsi qu'à son caractère et à ses qualités et défauts réels ou supposés.

## Expressions en rapport avec la sociabilité et l'humeur
Dans la culture coréenne, une personne est désignée « comme un ours » lorsqu'elle est têtue ou insensible à ce qui se passe dans son environnement. 
Une expression francophone rare est d'employer « avoir ses ours » pour « avoir ses règles », en relation avec la variation de l'humeur féminine.

### Ours mal léché

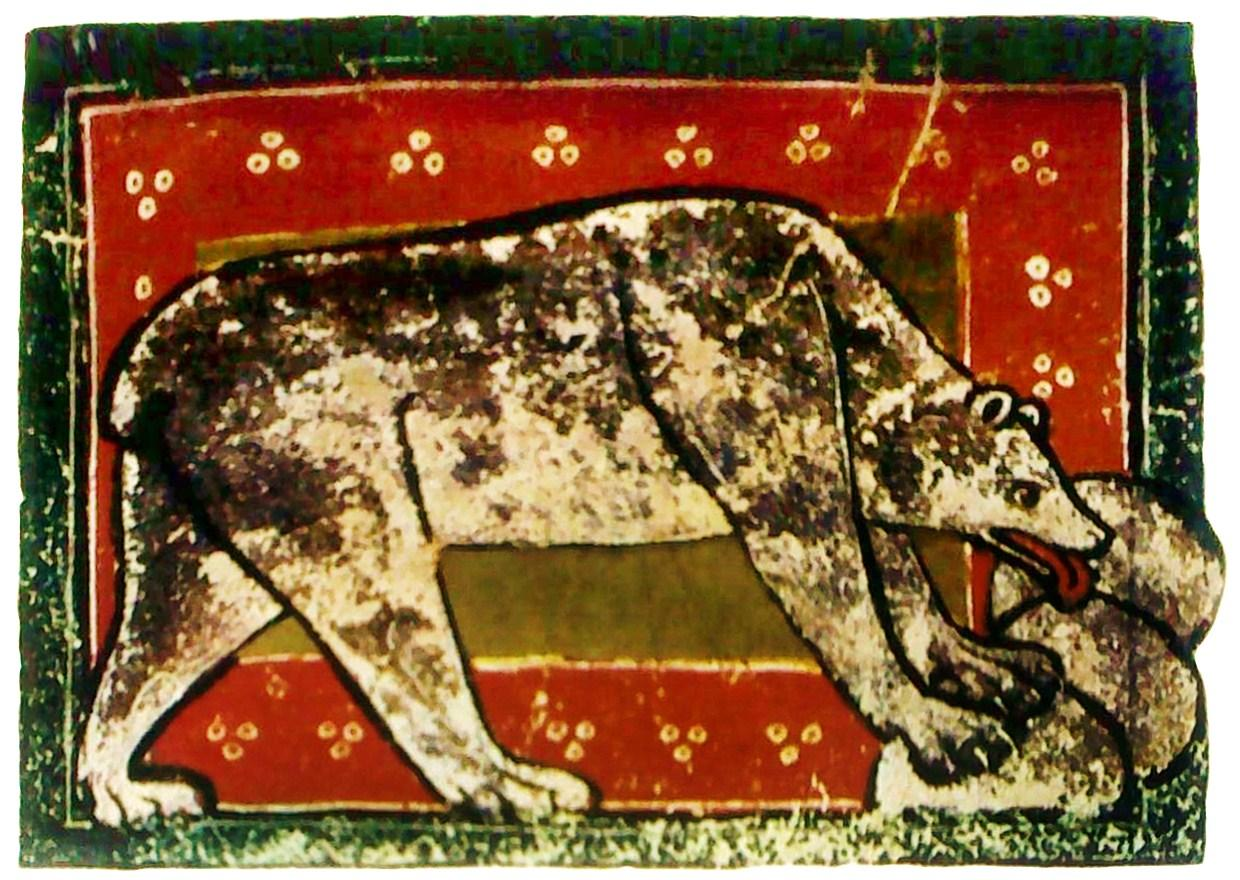
La croyance selon laquelle l'ours lèche son ourson pour lui donner forme est à l'origine de l'expression ours mal léché. Ici, un bestiaire anglais vers 1200.

L'expression francophone « Ours mal léché » (ou parfois plus simplement « c'est un ours ») désigne depuis le XVIIe siècle une personne bourrue, grossière, désagréable, rustre, et qui n'est ni polie, ni convenable ; très généralement il s'agit d'un homme. Cette expression est directement issue de la croyance selon laquelle l'ourse léchait ses petits pour leur donner forme, elle désigne symboliquement des personnes « ébauchées », c'est-à-dire mal éduquées,,. 

## Expressions en rapport avec la maladresse
Dès le XVe siècle, mais surtout aux XVIe et XVIIe, « le pavé de l'ours » ou « rendre un service d'ours » apparaît fréquemment, et signifie « nuire à une personne en ayant eu l'intention de l'aider ». Cette expression est tirée d'un certain nombre de légendes où un ours, croyant bien faire, jette un pavé ou un objet lourd sur un homme afin de chasser un insecte ou autre bête parasite, et le tue sur le coup. La fable de La Fontaine L'Ours et l'Amateur des jardins est un exemple connu.

## Expressions en rapport avec la force et l'apparence physique
- L'expression « fort comme un ours » existe dans toutes les langues européennes, et désigne des personnes possédant une grande force physique. En argot gay anglophone, le terme bear se réfère à des individus qui possèdent des qualités physiques d'un ours, comme une musculature importante et une pilosité abondante.
- L'expression « je mangerais bien un ours » signifie que nous avons tellement faim que nous serions capable de manger un ours, un ours étant grand et plutôt enrobé, l'expression exprime que l'on pourrait beaucoup manger.[réf. souhaitée]

## Expressions en rapport avec la sexualité
- En catalan et en espagnol, « faire l'ours » signifie littéralement « aller derrière une fille »[6].

## Autres expressions
- « Il ne faut pas vendre la peau de l'ours avant de l'avoir tué » signifie qu'il ne faut pas considérer comme accompli quelque chose qui n'est pas encore confirmé, cette expression se retrouve chez La Fontaine où « vendre la peau de l'ours » signifie « anticiper un succès incertain ».
- On dit d'une personne qui éprouve une colère impuissante qu'elle se sent « comme un ours en cage ».
- Avoir ses ours: en vieil argot avoir ses menstrues[réf. nécessaire].
- « Mettre à l'ours » signifie jeter, mettre au rebut. Assez proche, envoyer à l'ours signifie dire à quelqu'un de se taire[4].

- Dans le marché boursier, un marché baissier est une période de baisse des prix. Les prévisions pessimistes ou les activités négatives sont dites en anglais bearish (en raison de l'attitude stéréotypée des ours regardant en bas)[réf. nécessaire]. Son contraire est un marché bullish.
- Pet de l'ours: tradition pyrénéenne (au fondement scientifique incertain) selon laquelle l'ours sortant d'hibernation émet un pet très sonore pour expulser un bouchon anal qu'il a secrété pour éviter l'irruption des fourmis dans son intestin. Par analogie, pet très sonore[7].
- Dans le journalisme et la presse l'Ours est un encadré haut et étroit portant les mentions légales N°d'autorisation de publication,rédacteur en chef, adresse et contacts...L' origine de cette expression fait débat, mais peut renvoyer à l'ouvrier qui manoeuvrait les presses à bras et était souvent de complexion musculeuse.
- Une autre origine évoquée est le mot anglais « ours » qui signifie « nous autres ». Autrement dit « nous autres qui avons réalisé cette publication ».